# Rue de Moscou un jour de fête au XVIIe siècle
Rue de Moscou un jour de fête au XVIIe siècle (en russe : Московская улица XVII века в праздничный день) est un tableau du peintre russe Andreï Riabouchkine (1861-1904), qu'il a terminé en 1895. Il est exposé au Musée russe, à Saint-Pétersbourg (n° d'inventaire Ж-4355). Ses dimensions sont de 204 × 390 cm,. C'est une scène historique de genre qui décrit un moment de la vie dans une rue de la capitale russe au XVIIe siècle : le retour d'un office religieux d'habitants vêtus avec élégance, qui se protègent des eaux de la raspoutitsa de l'automne,.
Le tableau Rue de Moscou un jour de fête au XVIIe siècle a été présenté à la première exposition de la Société des artistes de peinture historique qui s'est ouverte à Moscou en mars 1895. En 1900, trois toiles de Riabouchkine, parmi lesquelles celle de la Rue de Moscou ont été présentées à l'Exposition universelle de 1900 à Paris ; c'est pour elles que l'artiste a été honoré d'une appréciation favorable et qu'il a reçu un diplôme d'honneur,,,. Malgré ces critiques favorables, le peintre n'a pas pu vendre sa toile, et il l'a cédée à son ami, le peintre-mosaïste Vladimir Frolov (ru). En 1945, le tableau a été acheté par le Musée russe,.
Rue de Moscou un jour de fête au XVIIe siècle est considéré comme l'une des principales œuvres de Riabouchkine et la plus importante parmi celles créées par lui durant les années 1890. Selon le critique d'art Nicolas Machkotsev (ru) (1887-1962), la toile Rue de Moscou a été réalisée grâce à « une connaissance extraordinaire de la vie ordinaire et de l'apparence des gens du XVIIe siècle et recrée une scène de rue caractéristique dans une ville de l'époque choisie ».

## Histoire
En 1890, Andreï Riabouchkine termine ses études à l'Académie russe des Beaux-Arts à Saint-Pétersbourg et obtient le titre d'artiste de qualité du premier degré. Puis il parcourt la Russie en visitant Moscou, Kiev, Orel, Toula, Novgorod, Borissoglebsk, Serguiev Possad et une série d'autres villes. De retour de voyage plein d'impressions et de croquis, l'artiste s'installe au domaine Privolnoïe près de Saint-Pétersbourg, dans un domaine où une maison-atelier a été construite pour lui. Le domaine appartient à son ami musicien Ilia Tioumenev (ru). C'est là que Riabouchkine peint pendant la période 1891-1899 plusieurs de ses tableaux réputés, parmi lesquels Rue de Moscou un jour de fête au XVIIe siècle,,.
Le travail sur la toile a été terminé au début de l'année 1895. En mars de la même année, la toile intitulée alors Rue de Moscou sous Pierre le Grand un jour de fête, est exposée à la première exposition de la Société des artistes de peinture historique, qui s'ouvre à Moscou. La toile a suscité un grand intérêt du fait qu'elle se distinguait des œuvres de peintres de l'Art académique tels que Henryk Siemiradzki, Stefan Bakałowicz et Fiodor Bronnikov,,. Selon certaines sources, la rue de Moscou au XVIIe siècle était initialement conçue comme une illustration pour une revue illustrée, et ce n'est qu'une fois l'esquisse réalisée que Riabouchkine a pris la décision de ne pas poursuivre la réalisation d'une œuvre graphique, mais de composer une toile de grande dimension.

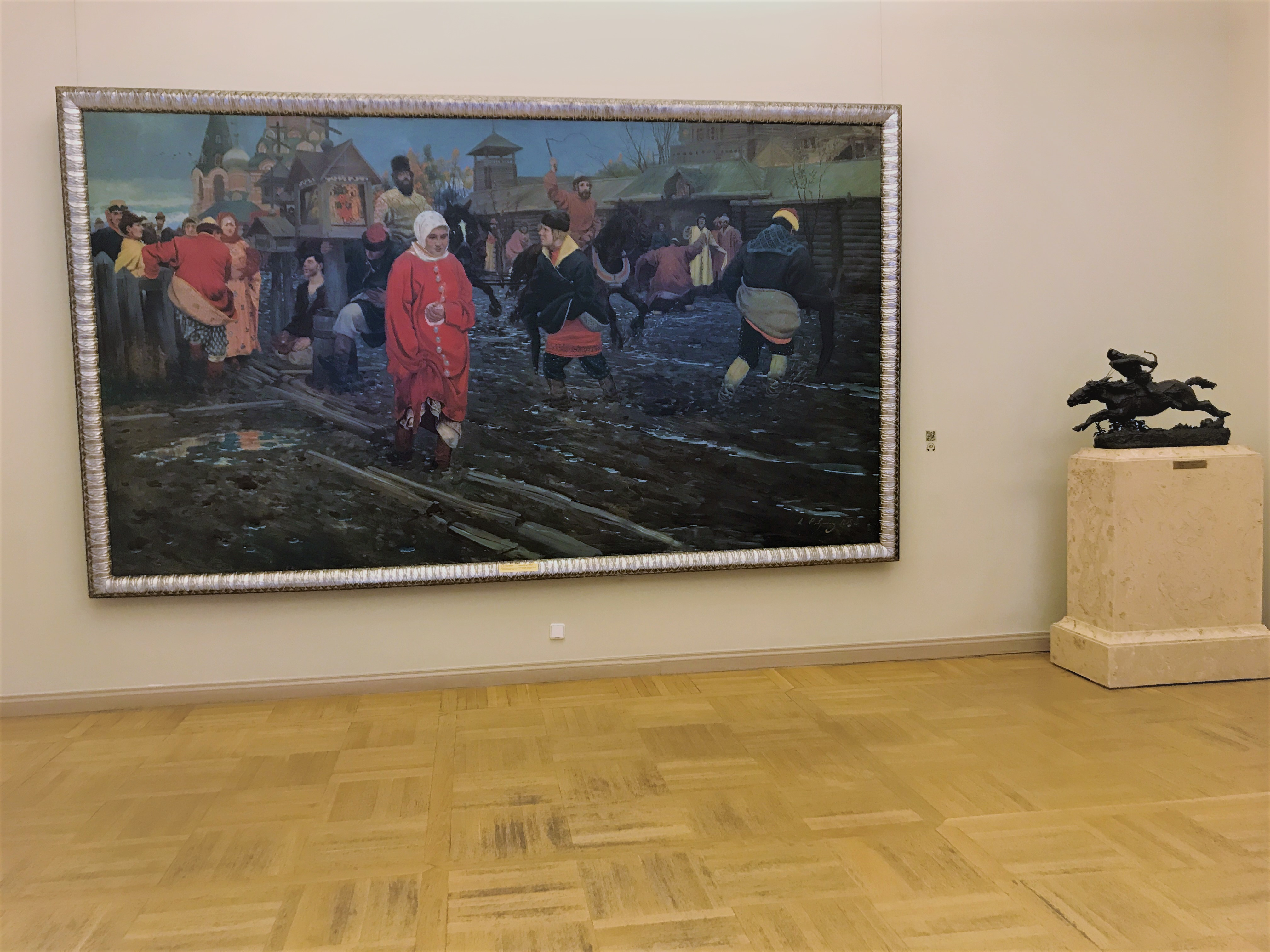
Tableau Rue de Moscou au XVIIe siècle un jour de fête au Musée russe

En 1898, la toile Rue de Moscou au XVIIe siècle un jour de fête est présentée à l'exposition d'artistes russes et finlandais organisée par Mir iskousstva ouverte à Saint-Pétersbourg. En 1900, le tableau fait partie de l'exposition des œuvres russes à l'Exposition universelle de 1900 à Paris ensemble avec autres toiles du même auteur : Famille de marchand au XVIIe siècle (1896) et Femmes russes dans une église au XVIIe siècle (1899). Pour ces trois tableaux, Riabouchkine a reçu une distinction honorifique et un diplôme de la part du pouvoir organisateur de l'exposition,,,.
Malgré ces critiques favorables, le peintre n'a pas réussi à vendre sa toile. Plus tard, Riabouchkine l'a cédée à son ami le peintre mosaïste Vladimir Frolov (ru). Ce dernier est mort de la famine lors du Siège de Leningrad en 1942, et en 1945 la tableau est acquis par le Musée russe pour ses collections,.
Aujourd'hui, la toile Rue de Moscou un jour de fête au XVIIe siècle est exposée à la salle n°45 de l'aile Rossi du Musée russe, où on retrouve aussi d'autres œuvres de Riabouchkine, parmi lesquelles Famille de marchand au XVIIe siècle (1896) et Les voilà ! (Le peuple de Moscou lors de l'entrée d'une ambassade étrangère à Moscou à la fin du XVIIe siècle) (1901).

## Description
Le tableau présente une rue de Moscou un jour d'automne. Après une forte pluie, la surface de la rue est recouverte d'eau. À certains endroits, des passerelles en rondins sont devenues humides et glissantes. Dans la rue, les passants habillés de costumes de fête tentent de traverser la boue sans se salir ; pour les dames, en soulevant le bas de leur robe. Apparemment, les citadins sortent de l'église après l'office. Mais il semble qu'il n'y ait pas de « motivation unique aux mouvements de tous les passants ». La rue « bouillonne de monde » : les uns traversent la rue inondée d'eau, d'autres se tiennent sur le côté, autres encore arrivent du fond du tableau vers le spectateur. Le spectateur semble regarder la scène provenant du passé en regardant par une fenêtre qui se trouve placée du côté gauche de l'image, comme dans d'autres toiles de Riabouchkine.

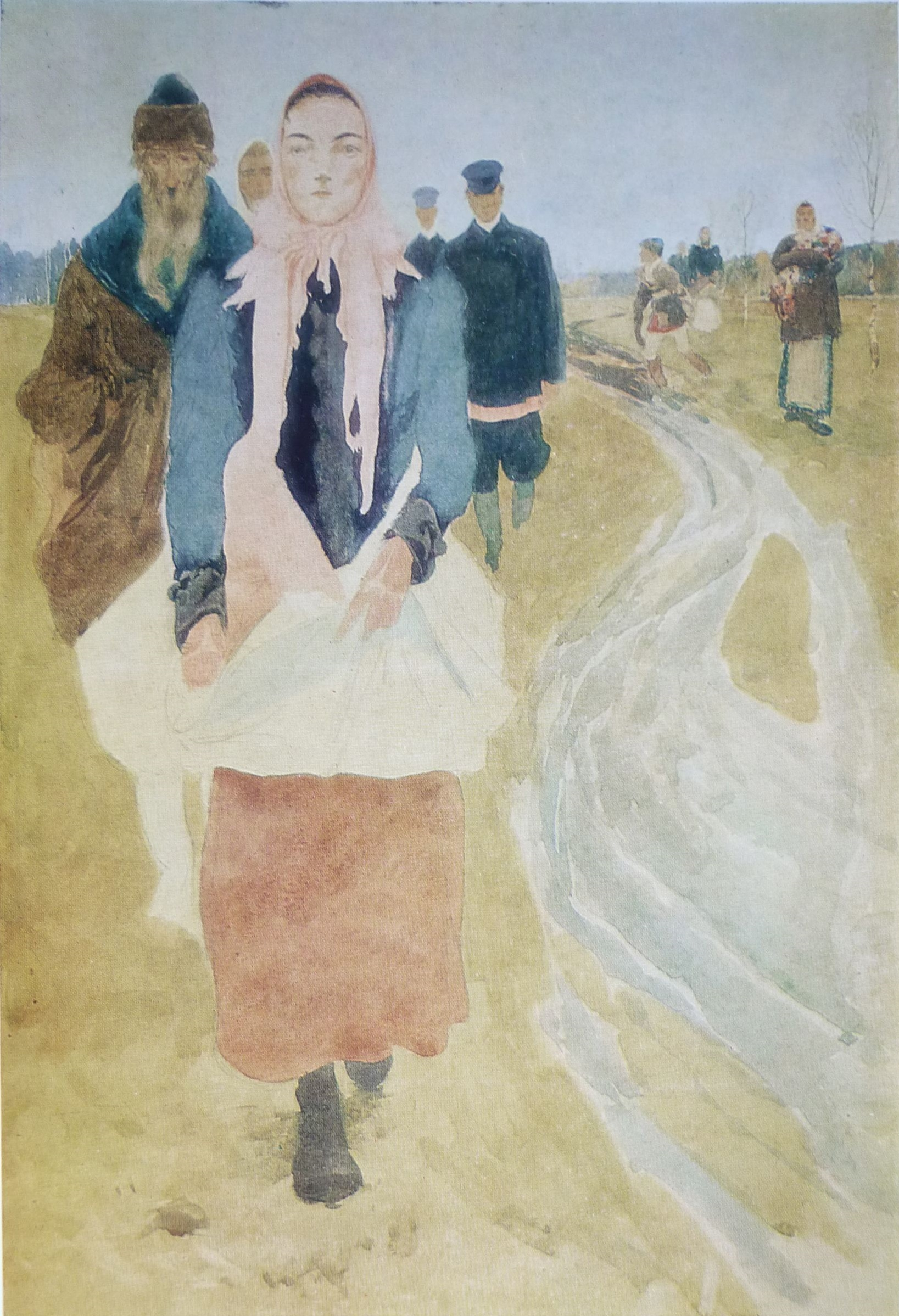
Retour à la fête depuis l'église (papier, aquarelle, 1894, Musée russe)

Bien que les piétons se déplacent dans la rue dans des directions différentes, « la composition de tous les mouvements est organisée autour d'un seul axe, la potale (ou kiot) avec les icônes représentée à gauche sur la toile ». Selon le témoignage des contemporains, le peintre a commencé son travail par ce kiot le long de la route, « qui sert de diapason coloré de l'ensemble des couleurs de la toile organisées en une harmonie particulière des couleurs ».
Au premier plan est représentée une passante, jeune femme au foulard blanc et au kaftan rouge,, fermé par de gros boutons lumineux qui suivent la courbe et les plis du vêtement. À en juger par son habillement, elle n'est pas riche, c'est une citadine ordinaire, qui est bien connue et à qui personne, dès lors, ne prête une attention particulière. Le visage de la femme est beau et bien de type russe, mais pour arriver à cela le peintre n'embellit pas, n'idéalise pas ce visage qui est « gros, large et au nez légèrement épaté ». Sur le chemin du retour vers la maison depuis l'église, elle réfléchit à quelque chose, plongeant dans son monde intérieur qui ne semble pas vraiment joyeux, sans rien remarquer autour d'elle et soulevant machinalement l'ourlet de ses vêtements pour le protéger de la saleté de la rue. Dans la main, elle tient un cierge éteint et une étoffe blanche. Peut-être revient-elle d'un service religieux pour l'un de ses proches et ramène-t-elle quelque relique. En même temps, « son visage est illuminé par un sourire à peine perceptible », comme si elle ne se trouvait pas dans la boue de la rue, mais « toujours dans l'église du Seigneur, où elle a reçu l'illumination purificatrice ». Les historiens spécialistes des œuvres de Riabouchkine pensent que le prototype de l'héroïne de cette toile Rue de Moscou un jour de fête au XVIIe siècle est la paysanne de l'esquisse de l'aquarelle Retour à la fête depuis l'église (papier, aquarelle, 65,8 × 46,8 cm, 1894, Musée russe), ainsi que deux crayons pour l'étude de cette esquisse (1894, Musée russe et musée de peinture Isaak Brodsky à Saint-Pétersbourg),.

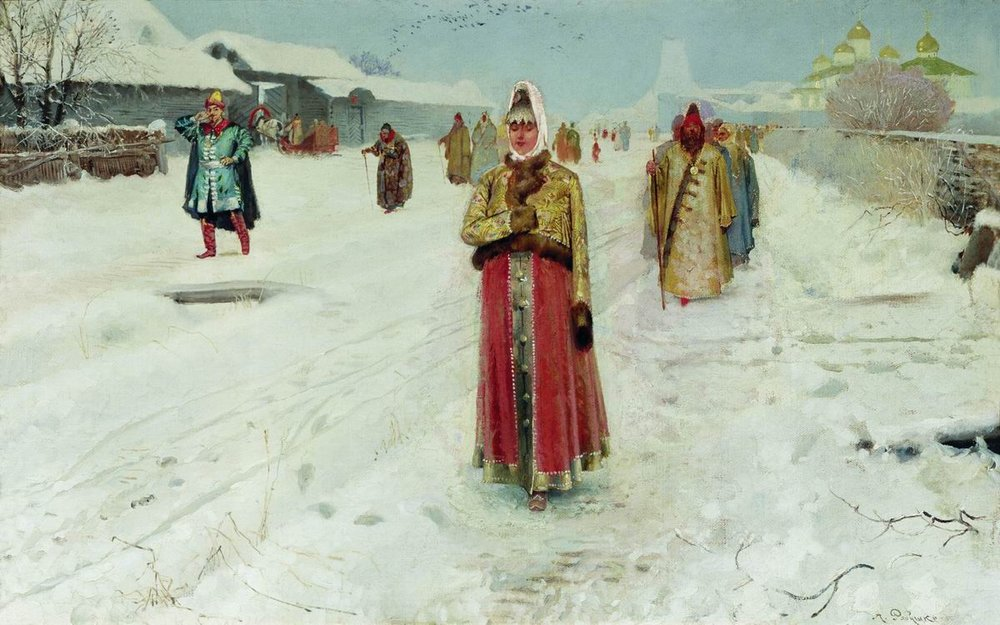
Jour de dimanche (ou Elle m'a tapé dans l'œil) (huile, toile, 1889, Musée-réserve de Novgorod)

Sur la partie gauche de la toile, près de la clôture se tient un groupe de personnages qui discutent ou se regardent simplement,. Du côté droit de ce même groupe, une jeune beauté aux joues arrondies semble baisser les yeux avec modestie. Habillée avec élégance, son visage semble couvert de khôl. Derrière elle, une femme âgée, sa mère ou son chaperon, qui tout en gardant la belle regarde avec colère et autorité vers un des jeunes gens pour éviter toute tentative de harcèlement,. La critique d'art Raïssa Vlassova (ru) note la similitude apparente de cette « jolie demoiselle » avec le personnage de la toile de Riabouchkine intitulée Jour de dimanche (ou Elle m'a tapé dans l'œil) (toile, huile, 38,8 × 60,7 cm, 1889, Musée-réserve de Novgorod).
À droite de ce groupe, derrière le kiot aux icônes, est assis un mendiant au visage malheureux et triste. À côté de lui, un jeune homme s'est accroché à la colonne sur laquelle repose le kiot et semble vouloir se préparer à franchir une flaque d'eau sale. À sa droite, un boyard barbu s'avance fièrement sur son cheval. Devant lui, son serviteur, à cheval également, joue du fouet pour dégager le passage de son patron. Un des piétons est représenté au fond du tableau sur la droite se déplaçant difficilement, les bottes enfoncées dans la boue. Il tente d'atteindre le bord de la route au plus vite et provoque le rire des gens qui le regardent. Près du centre de la toile, à droite du personnage principal en rouge est représenté un jeune garçon aux cheveux blonds, au visage roux et à la peau claire. Son visage est encadré par un col de couleur claire. Il représente un beau type de jeune Russe. « Sa pose, l'expression de bonne humeur de son visage dénote une personnalité affable, spontanée mais posée ».
L'expression artistique de ce tableau tient beaucoup à sa représentation du fond de paysage de la nature automnale en Russie. Riabouchkine utilise en 1895 pour cette toile sur une rue à Moscou les mêmes principes de composition de paysage que dans le tableau Jour de dimanche de 1889. Sur la toile de la rue de Moscou, le peintre représente une journée froide d'automne « avec des nuages en surplomb, des flaques dans lesquelles se reflètent les couleurs du ciel ». La nature fait écho à l'agitation de la rue. Les nuages jaunâtres qui s'approchent lentement annoncent le froid prochain de l'hiver. D'autres détails du paysage — « le début de la tombée des feuilles des arbres, le bleu des coupoles de la cathédrale, le mélange élégant des rangées de kokochniks sur les toits des églises », mais aussi « les grappes mûres des sorbiers au centre de la toile » —, tous ces éléments colorés créent un chœur en harmonie avec les vêtements colorés des passants en vêtements de fête ».

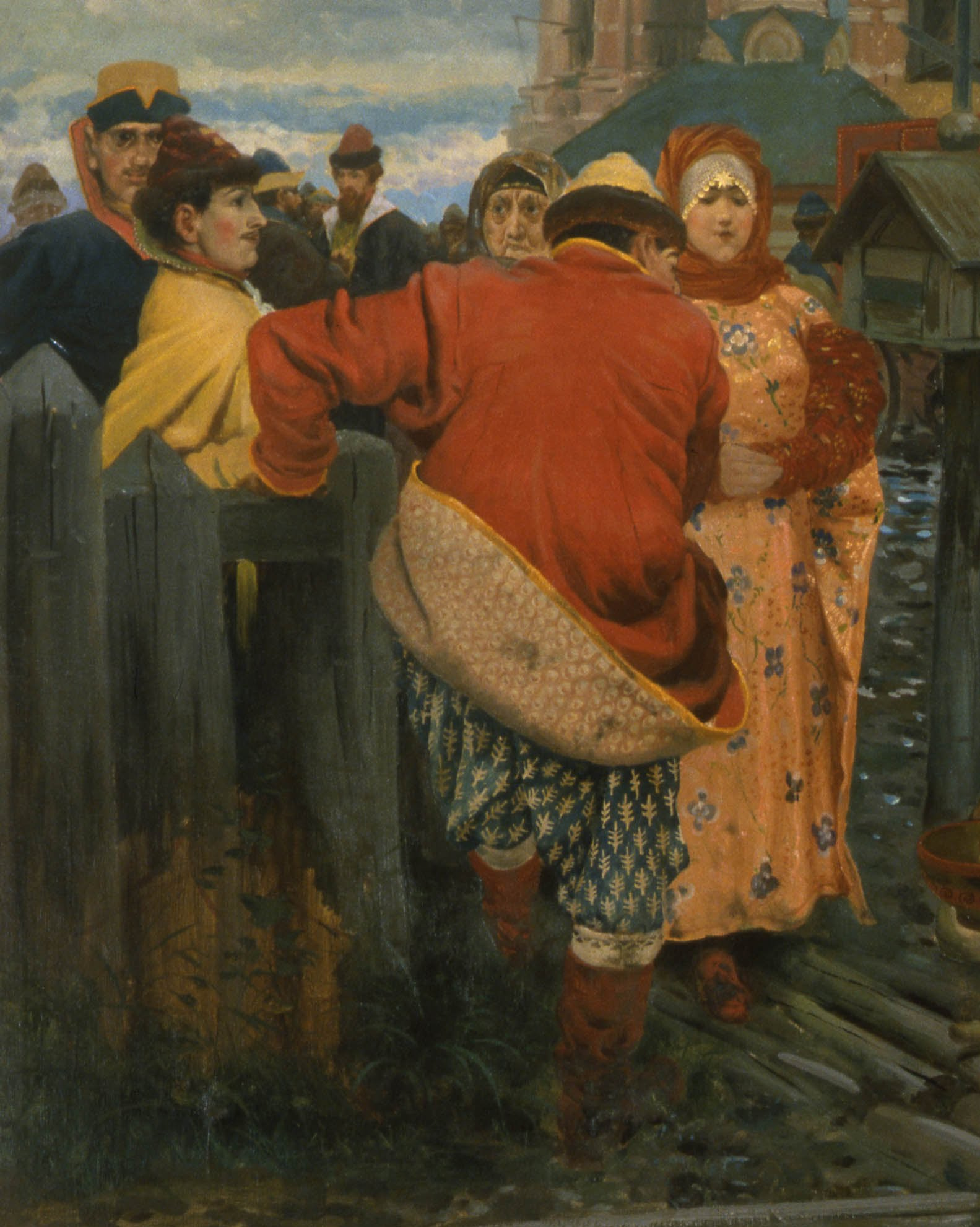
groupe de personnages à gauche
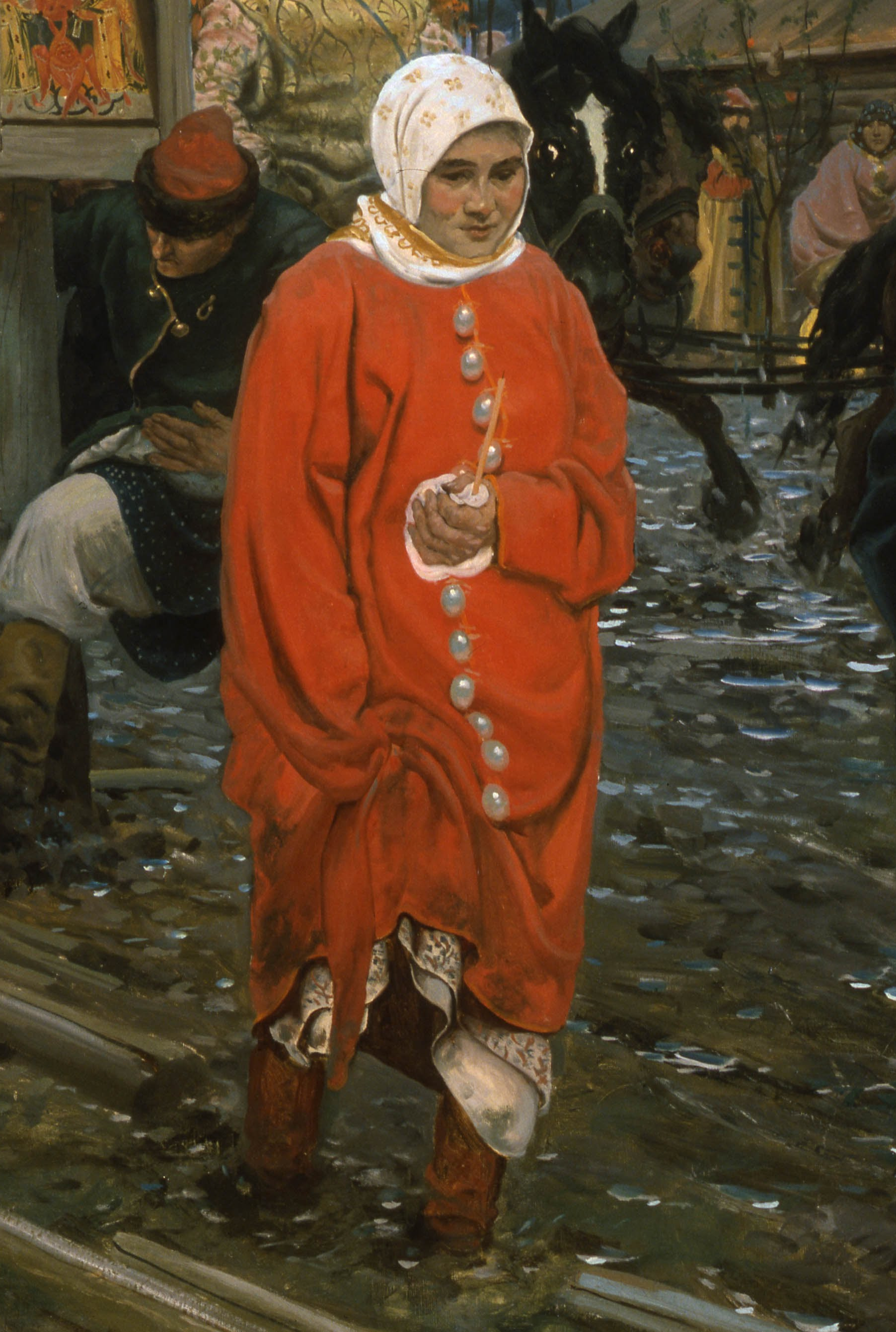
personnage central
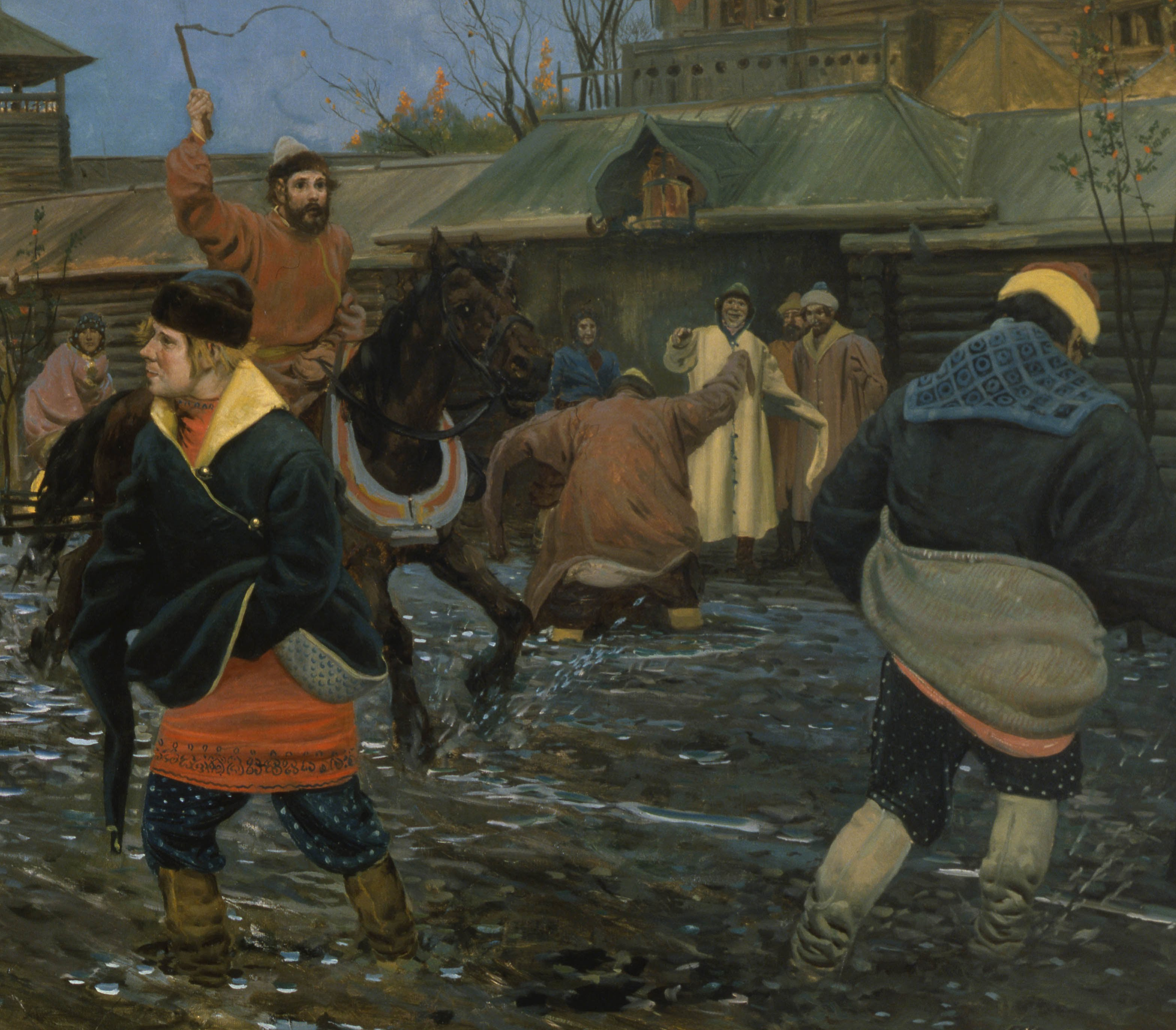
personnages à droite

## Appréciations et critiques
Le peintre et critique d'art Alexandre Benois dans son ouvrage Histoire de la peinture russe au XIXe siècle, dont la première édition est publiée en 1902, écrit que pour lui ce tableau Rue de Moscou un jour de fête « se distinguait par sa vivacité extrême et la rudesse presque gênante de son écriture ». Benois remarque aussi que, lors de l'exposition de Mir iskousstva de 1899, cette toile occupait un des emplacements les plus en vue du fait des objectifs originaux qu'elle poursuivait et de sa spontanéité idéale ».
L'historien d'art Nikolaï Machkovtsev appelait Rue de Moscou un jour de fête au XVIIe siècle l'une des œuvres les plus importantes de Riaboutchine. Selon lui, le tableau est réalisé par ce peintre « grâce à sa connaissance extraordinaire de la vie quotidienne et de l'apparence des gens du XVIIe siècle qui lui permet de recréer une scène urbaine pleine de vie caractéristique de cette époque ».
Dans son article Andreï Riabouchkine, poète russe de l'antiquité publié en 1965, l'historien d'art Mikhaïl Alpatov observe que dans le tableau Rue de Moscou au XVIIe siècle un jour de fête se retrouvent des traits qui relient cette toile aux impressionnistes français et en particulier à celles d'Edgar Degas. Selon Alpatov, les principales différences entre Rue de Moscou et les tableaux d'époques plus anciennes de Riabouchkine sont le caractère imprévu et aléatoire de ses compositions et aussi le fait que, au lieu de trouver des petits emplacements bien définis dans lesquels sont disposés ses personnages, ce tableau plus tardif sur les rues de Moscou se présente comme un panneau d'une largeur monumentale,.
En comparant la toile Rue de Moscou au XVIIe siècle un jour de fête avec les œuvres de Vassili Sourikov, l'historien d'art Vitali Manine (ru) écrit que la peinture de Riabouchkine « est une interprétation complètement différente de celle de Sourikov de la vie russe dans l'histoire ancienne ». Ses œuvres ne se présentent pas comme des conflits à la Sourikov et « ont clairement un caractère d'étude de mœurs, reconstituant la réalité historique en même temps que la simple vie prosaïque ». En même temps, estime Manine, chez Riabouchkine, « la vie prosaïque est présentée avec ironie, et les habitants des villes sont présentés avec des humeurs mi-sérieuses, mi-badines ».